# Tevtonski viteški red
Red tevtonskih vitezov bolnišnice svete Marije Jeruzalemske (nemško Orden der Brüder vom Deutschen Haus St. Mariens in Jerusalem ali Deutscher Orden), znan še kot nemški viteški red, križniki, tevtonski vitezi je bil nekdaj katoliški viteški red, ki je bil ustanovljen v Sveti deželi med tretjo križarsko vojno, danes pa je zgolj katoliški verski red.
Med obleganjem Akona (1189–1191) je skupina nemških križarjev leta 1190 (ali 1191) ustanovila poljsko bolnišnico, v kateri so skrbeli za ranjene in bolne križarje. Ker se je obleganje zavleklo, je začasna bolnišnica postala stalna. Po osvojitvi Akona so redovniki dobili prostor, na katerem so zgradili bolnišnico, kapelo in bivalne prostore in kmalu zatem prevzeli tudi vojaške dolžnosti. 19. februarja 1199 jih je papež Inocenc III. z bulo Sacrosancta romana priznal kot samostojen verski red in posebej poudaril, da se morajo zgledovati po templjarjih in hospitalcih. Nosili so enaka bela oblačila kot templjarji, le da je bil na njih namesto rdečega črn križ.
Število redovnikov je bilo v primerjavi s templjarji in hospitalci vedno majhno, zato so svoje vojaške enote po potrebi dopolnjevali s prostovoljci in vojaškimi najemniki. Po porazu krščanskih sil  na Bližnjem vzhodu so se leta 1211 umaknili v Transilvanijo, ki so jo dobili v fevd od  ogrskega kralja Andreja II., da bi mu pomagali braniti Ogrsko pred Kumani. Leta 1225 so se kralju uprli in od papeža zahtevali, da jih sprejme pod svojo neposredno oblast, kralj pa jih je zaradi tega izgnal.
Marca 1226 je cesar Svetega rimskega cesarstva Friderik II. v Riminiju izdal zlato bulo, s katero je tevtonskim vitezom podelil oblast v Prusiji. Leta 1230 sta veliki mojster reda Hermann von Salza in vojvoda Konrad I. Mazovjecki krenila na križarski pohod za kristjanizacijo pribaltskih Prusov. Tevtonski viteški red je na osvojenem pruskem ozemlju ustanovil svojo neodvisno Meniško državo tevtonskih vitezov.  Leta 1237 so se Tevtonskemu redu pridružili ostanki Livonskih bratov meča, ki so z novim imenom Livonski red postal avtonomen del Tevtonskega reda. Deloval je predvsem po današnji južni Estoniji in Latviji (zgodovinski Livoniji).
Po pokristjanjenju sosednje Litve (1387) so tevtonski vitezi izgubili svoje prvotno poslanstvo, zato so najprej utrdili svojo državo, potem pa so se začeli vojskovati s sosednjo Kraljevino Poljsko, Veliko vojvodino Litvo in rusko Novgorodsko republiko.  Velika ekonomska moč jim je omogočala najemanje vojakov iz cele Evrope, postali pa so tudi velika pomorska sila na Baltiku. Leta 1410 jih je v bitki pri Tannenbergu odločilno porazila združena poljsko-litvanska vojska in njihova moč je začela upadati.
Leta 1515 je poljsko-litvanski  kralj Sigismund I. na Dunaju sklenil zavezništvo s Svetim rimskim cesarstvom in cesarstvo je prenehalo podpirati tevtonski viteški red. Poljsko-tevtonske vojne so se končale leta 1525, ko je veliki mojster Albert Brandenburški prestopil v protestantsko vero, postal pruski vojvoda, sekulariziral red in priznal nadoblast poljskih kraljev. Moč reda je močno upadla, vendar je velik del svojih posestev v Nemčiji obdržal vse do leta 1809, ko je Napoleon red razpustil in ga razlastil. Red se je kljub temu obdržal.
Leta 1929 je po reformi in sprejetju novih pravil postal zgolj verski red.

## Zgodovina

### Ustanovitev
Nemško govoreči križarji so verjetno že leta 1119 v Jeruzalemu ustanovili hospic in sezidali cerkev Svete Marije. Leta 1143 so na ukaz papeža Celestina II. upravljanje hospica prevzeli hospitalci, priorji in redovni bratje pa so tudi poslej lahko bili samo Nemci.
Po padcu Jeruzalema leta 1187 je nekaj trgovcev iz Lübecka in Bremena med obleganjem Akona (1189–1191) leta 1190 ustanovilo poljsko bolnišnico, ki je postala jedro novega reda. Novi red je leta 1192 papež Celestin tudi uradno priznal in jim predpisal redovniška pravila avguštincev. Leta 1198 se je laični red po zgledu vitezov templjarjev preoblikoval v vojaški red pod poveljstvom velikega mojstra (magister hospitalis) in od papeža dobil ukaz, da zavzame Jeruzalem in brani Sveto deželo pred Saraceni. Med vladanjem velikega mojstra Hermanna von Salza (1209–1239) se je dotlej skrbniški red pretvoril v povsem vojaški red.
Prvotni sedež reda je bil v Akonu, leta 1229 pa so ga preselili v grad Monfort (Starkenberg) severovzhodno od Akona, ki je branil cesto med Jeruzalemom in Sredozemskim morjem. Grad so leta 1271 osvojili muslimani in tevtonski vitezi so se morali vrniti v Akon. Red je imel svoj grad tudi v bližini Tarza v južni Mali Aziji, obsežne posesti na območju današnje Nemčije in Italije, ki jih je dobil od Svetega rimskega cesarstva, ter posesti v Grčiji in Palestini.
Cesar Friderik II. je svojega dobrega prijatelja Hermanna von Salza povzdignil v Reichsfürsta – državnega kneza in velike mojstre izenačil z najvišjim plemstvom v cesarstvu. Med Friderikovim kronanjem za jeruzalemskega kralja leta 1225 so njegovo spremstvo sestavljali prav tevtonski vitezi, čeprav v Sveti deželi nikoli niso imeli tako velikega vpliva kot templjarji ali hospitalci.
Leta 1211 je tevtonske viteze sprejel v službo ogrski kralj Andrej II. in jim podelil pokrajino Burzenland (Ţara Bârsei) v jugovzhodni Transilvaniji. Nemški vitezi so branili Ogrsko pred vdori sosednjih Kumanov in začeli na svoje ozemlje naseljevati koloniste, znane kot transilvanske Sase. Leta 1224 so zaprosili papeža Honorija III., naj jih vzame pod svojo neposredno oblast. Njihova prošnja in vedno večja moč reda sta povzročili, da jih je ogrski kralj leta 1225 izgnal iz države, kolonistom pa je dovolil ostati.

### Osvajanje Prusije
Leta 1226 je mazovijski vojvoda Konrad I. pozval tevtonske viteze, naj mu pomagajo obraniti meje svoje vojvodine in pokoriti poganske baltske Pruse. Za protiuslugo jim je dal v fevd pokrajino Kulmerland (Chelminsko), ki je postala izhodišče njihovih križarskih vojnih pohodov proti severu in vzhodu. Cesar Friderik II. jim je z riminijsko zlato bulo podelil posebne privilegije in potrdil njihovo oblast nad osvojenimi ozemlji v Prusiji, papež pa jih je leta 1234 z zlato bulo sprejel pod svojo neposredno oblast. Naslednje leto so tevtonski vitezi svojemu redu priključili dobrinski viteški red, ki ga je ustanovil Konrad I.
Osvajanje Prusije je bilo zelo krvavo in je trajalo celih petdeset let. Pruse, ki niso sprejeli krščanstva, so zasužnjili, pobili ali izgnali, Prusi pa so nasilje z enako mero vračali. Redovni kronisti so na primer zapisali, da so "ujete brate pred svetišči svojih bogov žive pekli kar v njihovih oklepih, kot bi pekli kostanj". Lokalno plemstvo, ki se je pokristjanilo in sprejelo križarsko nadoblast, je s pogodbo, ki so jo podpisali 2. februarja 1249 v Kristburgu (Dzierzgon), dobilo nekaj privilegijev in se postopoma asimiliralo, verska vojna pa se je nadaljevala. Po pruski vstaji (1260–1283) se je večina svobodnega pruskega plemstva preselila ali emigrirala. Krščanstvo ob zahodni meji je prevzelo nekaj pruskih verskih običajev, čemur so se škofje odločno upirali, plemstvo pa je to toleriralo, ker je laže vladalo brezpravnim polpoganom kot upornikom.
Tevtonski vitezi so v Prusiji vladali skladno z listinami, ki sta jih izdala papež in cesar Svetega rimskega cesarstva. Njihova suverena meniška država je bila podobna državi malteških vitezov na Rodosu in kasneje na Malti.
Kuga in delno iztrebljenje lokalnega prebivalstva sta povzročila, da je red začel vzpodbujati priseljevanje kolonistov iz celega Svetega rimskega cesarstva, predvsem iz Nemčije, Flamske, Nizozemske in Mazovije (Poljska). Med kolonisti so bili plemiči, meščani in kmetje, stari Prusi pa so se z germanizacijo postopoma asimilirali in izginili. Priseljenci so ustanovili mnogo mest in vasi, red pa je zase zgradil več gradov (Ordengorgen), iz katerih je zatiral pruske vstaje in celotno 15. in 16. stoletje napadal Veliko vojvodino Litvo in Kraljevino Poljsko. Največje mesto je bil Königsberg, ki so ga ustanovili leta 1255 na čast češkemu kralju Otakarju II., Allenstein (Olsztyn), Elbing (Elblag) in Melel (Klaipėda).

### Vojna proti Rusiji
Tevtonski vitezi so leta 1237 v svoj red vključili viteški red Livonska bratovščina meča (Fratres miliciae Christi de Livonia). Njihovo ozemlje je zdaj obsegalo Prusijo, Livonijo, Semigalijo in Estonijo. Njihov naslednji cilj je bil spreobrnitev pravoslavnih Rusov v katoliško vero. Leta 1242 jih je ruski knez Aleksander Nevski v bitki pri jezeru Peipus na meji med današnjo Estonijo in Rusko federacijo tako porazil, da so načrte za vedno opustili.

### Vojne proti Litvi
Tevtonski vitezi so začeli vojaški pritisk proti Litvi stopnjevati po padcu Jeruzalemskega kraljestva v Akonu leta 1291, ko so morali svoj sedež preselili v Benetke.
Litva je ostala poganska vse do konca 14. stoletja, mnogo dlje kot ostala vzhodna Evropa, zato se je tevtonskim vitezom v vojnah proti Veliki vojvodini Litvi pridružilo mnogo vitezov iz zahodne Evrope, predvsem iz Anglije in Francije. Nekateri so prišli  zaradi odpustitve grehov, drugi pa zato, da bi si pridobili vojaške izkušnje.
Tudi vojne z Litvo so bile izjemno brutalne in nekrščanski ujetniki, tudi ženske in otroci, so postali sužnji brez vseh pravic. Vojn so se udeleževali tudi pokristjanjeni Prusi, ki so za udeležbo v vojni zahtevali zemljo ali plačilo, namesto tega pa so dobivali ujete  poganske Litvance.

### Vojne proti Poljski
Spori zaradi nasledstva vojvodine Pomerelije (Pomeranije) so na začetku 14. stoletja sprožili novo vojaško vmešavanje tevtonskih vitezov. Mejna grofija Brandenburg je po smrti češko-ogrskega kralja Vaclava III. leta 1306 zahtevala vojvodino zase, poljski vojvoda Vladislav I. pa je trdil, da je vojvodina njegova zakonita dediščina. Pomeranski plemiči so se temu uprli in prosili za pomoč Brandenburžane, ki so leta 1308 zasedli celo Pomerelijo, razen citadele v Gdansku. Ker Vladislav sam ni bil sposoben braniti Gdanska, je na pomoč poklical tevtonske viteze.
Septembra 1308 so tevtonski vitezi pod poveljstvom Heinricha von Plötzkeja pregnali Brandenburžane in Vladislavu izstavili račun za 10.000 srebrnih mark. Ker je bil poljski vojvoda za usluge pripravljen plačati samo 300 mark, so okupirali Gdansk, kar je še povečalo nezadovoljstvo v mestu. Mesto se je uprlo, vendar so vitezi upor kmalu zatrli. Upor je zahteval veliko nedolžnih žrtev, predvsem med nemškimi trgovci. 13. septembra 1309 so v Soldinu (Myślibórz) podpisali mirovno pogodbo, s katero so tevtonski vitezi od Brandenburžanov za 10.000 mark kupili gradove Gdansk, Schwetz (Świecie) in Dirschau (Tczew).
Z zasedbo Pomerelije so se meje tevtonske meniške države naslonile na meje Svetega rimskega cesarstva, kar je zelo poenostavilo oskrbovanje z vojaki in življenjskimi potrebščinami in preprečilo Poljski dostop do Baltika. Poljska, ki je bila v vojnah proti poganom zaveznik reda, je z zasedbo Pomerelije postala njegov nasprotnik.
Osvojitev Gdanska je pomenila začetek novega obdobja v zgodovini tevtonskih vitezov. Preganjanje in kasnejša razpustitev templjarskega reda, ki se je začela leta 1307, je zaskrbela tudi tevtonske viteze. Osvojitev Pomerelije jim je omogočila, da so leta 1309 svoj glavni stan premestili iz Benetk v Marienburg (Malbork), ki je bil izven dosega evropskih cerkvenih in posvetnih oblasti. Papež je sicer tudi proti njim uvedel preiskavo, vendar je sposobnim pravnikom uspelo red obraniti. Poleg težav s papežem in vojnimi pohodi v Litvo so se tevtonci soočali tudi z maščevanjem Poljakov. Vojna s Poljsko se je končala z mirovno pogodbo, ki so jo leta 1343 podpisali v Kalizsu. Vitezi so Poljski prepustili Kujavijo in Dobrzyńsko pokrajino, Kulmerlandijo in Pomerelijo z Gdanskom pa so obdržali.

### Višek moči
Red je leta 1337 od cesarja  Svetega rimskega cesarstva Ludvika IV. dobil pravico do osvojitve cele Litve in Rusije in med vladanjem velikega mojstra Winricha von Kniprodeja (1351–1382) dosegel višek moči in mednarodnega ugleda.
Kralj Albert Švedski jim je obljubil strateško pomemben otok Gotland v Baltiku, če z njega preženejo gusarsko viktualno bratovščino, ki je leta 1394 zasedla otok in v Visby prenesla središče svojega delovanja. Tevtonski vitezi so leta 1398 napadli otok in gusarje pregnali.
Leta 1386 se je dal veliki litvanski vojvoda Jogaila krstiti v rimokatoliško vero in se poročil s poljsko kraljico Jadvigo Anžujsko. Dobil je novo ime Vladislav II. Jagielonski, postal poljski kralj in ustanovil poljsko-litvansko personalno unijo, ki bi lahko postala močan nasprotnik tevtonskega reda. Tevtonskim vitezom je nekaj časa uspevalo izigravati Vladislava proti njegovemu bratrancu Vitautasu, njihova strategija pa je kmalu propadla, ker je Vitautas spoznal, da hočejo vitezi pravzaprav zasesti del njegovega ozemlja. Pokristjanjenje Jogaile je pomenilo uradni začetek pokristjanjevanja Litve. Pričakovali bi, da se bodo vojne med Prusijo in Litvo s tem končale, a se to ni zgodilo.
Pruski plemiči in vitezi so leta 1397 v Kumerlandiji ustanovlili Kuščarsko zvezo, katere uradni cilj je bil boj proti brezzakonju oziroma politiki tevtonskega reda, v resnici pa so hoteli pokrajino priključiti Poljski.
Ozemlje tevtonskih vitezov je doseglo svoj največji obseg leta 1407, ko je obsegalo Prusijo, Pomerelijo, Samogitijo, Kurlandijo, Latvijo, Estonijo, Gotland, Dagö, Ösel in Neumark, ki jim ga je leta 1402 zastavil Brandenburg.

### Upadanje
Leta 1410 je združena poljsko-litvanska vojska pod poveljstvom kralja Vladislava II. in vojvode Vitautasa v bitki pri Tannenbergu odločilno porazila tevtonske viteze. Veliki mojster Ulrich von Jungingen in večina (50 od skupno 60) visokih redovnih dostojanstvenikov je v boju padla. Poljsko-litvanska armada je zatem začela oblegati redovno prestolnico Marienburg, vendar branilcev pod poveljstvom Heinricha von Plauena niso uspeli premagati. Leta 1411 so v Thornu (Toruń) podpisali prvo mirovno pogodbo, s katero je red obdržal skoraj vse svoje posesti, njihov sloves nepremagljivih vojščakov pa je bil nepopravljivo uničen.
Moč Poljske in Litve je začela rasti, moč tevtonskega viteškega reda pa zaradi vojaške neaktivnosti  pojemati. Red je bil za svoj obstoj prisiljen uvesti visoke davke, mestom pa ni dovolil, da s svojimi predstavniki sodelujejo v upravljanju države. Diktatorskega velikega mojstra Heinricha von Plauena so zato odstranili z oblasti in ga zamenjali z Michaelom Küchmeister von Sternbergom, ki pa ni mogel oživiti prejšnje slave. Po dvomesečni golubski vojni s Poljsko in Litvo leta 1422 so vitezi izgubili nekaj obmejnega ozemlja in se z mirovno pogodbo v Melnu odrekli vseh svojih zahtev v Samogitiji. Avstrijski in bavarski vitezi so se povezali s fevdalci iz Porenja, ki so bili prav tako v stalnih sporih s fevdalci iz Spodnje Nemčije oziroma Saške, od koder je izhajala večina velikih mojstrov reda, zahodna pruska ozemlja ob reki Visli in brandenburško mejno grofijo pa so v husitskih vojnah opustošili husiti. Nekaj tevtonskih vitezov se je osvajalcem uprlo, vendar jih je češka pehota porazila. Vitezi so doživeli poraz tudi v poljsko-tevtonski vojni leta 1431–1435.
Leta 1440 je skupina 53 nižjih plemičev in klerikov in 19 mest ustanovila Prusko konfederacijo, ki se je leta 1454 uprla tevtonskemu redu in začela se je trinajstletna vojna. Večina Prusije je bila v vojni uničena. Z drugo torunsko mirovno pogodbo (1466) je moral poraženi red priznati nadoblast poljske krone. Obdržal je samo vzhodni del Prusije, kasnejšo Vovodino Prusijo, zahodni del države pa je moral prepustiti Poljski. Grad Marienburg so namesto plačila dobili vojaški najemniki, zato je moral red svoj sedež prestaviti v Königsberg (današnji Kaliningrad).
Po porazu v drugi poljsko-tevtonski vojni (1519–1521) so red popolnoma razlastili. Veliki mojster Albert Brandenburški je leta 1525 prestopil v protestantsko vero, sekulariziral preostala redovna pruska ozemlja in od svojega strica, poljskega kralja Sigismunda I. Starega, dobil nasledstvene pravice nad Vojvodino Prusijo, ki je postala poljska vazalna država.
Red je sicer izgubil vsa svoja ozemlja v Prusiji, obdržal pa je vsa ozemlja v Svetem rimskem cesarstvu in Livoniji, kjer je imel celo nekaj avtonomije. Med kmečkimi vojnami v letih 1524 in 1525 ter med livonsko vojno (1558–1582) je bila večina njegovega imetja uničena, ostanke pa so si po vojni prisvojili lokalni protestantski plemiči in sosednje sile. Leta 1561 je livonski mojster Gotthard Kettler posestva v južni Livoniji sekulariziral. Nastala je vojvodina Kurlandija, ki je bila poljska vazalna država.
Po izgubi Prusije leta 1525 so se tevtonski vitezi umaknili na svoja posestva v Svetem rimskem cesarstvu. Ker njihove posesti v cesarstvu med seboj niso bile povezane, so uvedli trostopenjski sistem upravljanja. Posesti so bile razdeljene na komende, ki so jih upravljali komturji. Več komend je bilo združenih v balije, ki so jih vodill landkomturji, vse posesti pa so bile podrejene velikemu mojstru, ki je imel sedež v Bad Mergetenheimu v nemški pokrajini Baden-Württemberg. V Nemčji je bilo dvanajst balij: Turingija, Alden Biesen (danes v Belgiji), Hessen, Saška, Vestfalija, Frankovska, Koblenz, Alzacija-Burgundija, An der Etsch und im Gebirge (Tirolska), Utreht, Lorena, in Avstrija. Izven Nemčije so imeli še balije Sicilija, Apulija, Lombardija, Češka, Romanija (Grčija) in Armenija-Ciper. Red je postopoma izgubljal oblast nad temi posestmi, tako da sta mu leta 1810 ostali samo še Tirolska in Avstrija. Posestva tevtonskih vitezov na današnjem slovenskem ozemlju so spadala v avstrijsko balijo.
Po odstopu Alberta Brandenburškega je na njegovo mesto prišel Walter von Cronberg. Leta 1527 je postal Deutschmeister in administrator Prusije, leta 1530 pa veliki mojster reda. Cesar Karel V. je leta 1531 oba položaja združil, tako da je nastal Hoch- und Deutschmeister, ki je imel položaj kneza (Fürst).  V Mergetenheimu in Würtenbergu sta bili ustanovljeni novi magistraturi. Red je pomagal cesarju v boju proti protestantski šmalkadski zvezi (1531–1547), po podpisu augsburške mirovne pogodbe leta 1555 pa je članstvo v redu postalo odprto tudi za protestante. Red je tako poleg katoliških in reformističnih balij dobil še protestantske balije, venda je večina članstva ostala katoliška.
Veliki mojstri reda so bili praviloma člani vplivnih nemških družin. Po letu 1761 so bili veliki mojstri člani dinastije Habsburg, ki je v Nemčiji  še vedno posedovala obsežna posestva. Vojaška zgodovina reda se je končala leta 1809, ko ga je Napoleon Bonaparte razpustil in vse njihovo premoženje razdelil svojim pristašem in zaveznikom.

## Sodobni tevtonski red
Red je kljub uradni razpustitvi še naprej živel v Avstriji, kjer je bil izven Napoleonovega dosega. Na začetku leta 1804 so na čelo reda stopili Habsburžani in ostali na tem položaju do leta 1923, ko je odstopil veliki mojster reda Evgen Avstrijski.
Leta 1929 se je red pretvoril iz vojaškega v popolnoma verski katoliški red in se preimenoval v Deutscher Orden (nemški red). Po nemški aneksiji Avstrije leta 1938 so nacisti red ukinili, čeprav so srednjeveške tevtonske viteze pogosto uporabljali v propagandne namene. Red je vojno preživel v Italiji, leta 1945 pa so ga ponovno oživili tudi v Avstriji in Nemčiji. Do konca 1990. let se je red razvil v dobrodelno organizacijo. Vključil se je v številne bolnišnice, sponzorira arheološka izkopavanja v Izraelu in verski turizem. Leta 2000 je nemška veja reda razglasila bankrot, zato so njeno vodstvo razpustili, preiskava posebne komisije bavarskega parlamenta pa je bila neuspešna. 
Red ima trenutno približno 2.000 članov, med katerimi je 100 rimokatoliških duhovnikov, 200 nun in 700 pridruženih članov. Duhovnike imajo v šestih provincah (Avstrija, Češka republika, Nemčija, Italija, Slovaška in Slovenija) in zagotavljajo predvsem duhovno oskrbo vernikov, nune pa predvsem skrbijo za bolne in ostarele. Člani so aktivni predvsem v Avstriji, Belgiji, Češki republiki, Nemčiji in Italiji. Mnogo duhovnikov skrbi za nemško govoreče skupnosti izven Nemčije in Avstrije, predvsem v Italiji in Sloveniji in red se je v tem pogledu nekako vrnil k svojemu izvirnemu poslanstvu iz 12. stoletja – skrb za Nemce v tujini.
Trenutni generalni opat reda, ki ima tudi naslov velikega mojstra, je Bruno Platter, sedež reda pa je na Dunaju. V bližini Stephansdoma na Dunaju sta zakladnica reda, ki je odprta za javnost, in centralni arhiv. Muzej reda je od leta 1996 v bivšem gradu Bad Mergentheim v Nemčiji, v katerem je bil v obdobju 1525–1809 sedež velikega mojstra.

## Vpliv tevtonskega reda na nemški nacionalizem
Nemški nacionalizem se je pogosto kitil s podobami tevtonskih vitezov, predvsem z njihovimi osvajanji na vzhodu in konflikti s slovanskimi narodi, ki so bili po njihovem mnenju manj razviti in nekulturni.
Podobo in simboliko so prilagodili Nemcem srednjega sloja, ki so podpirali nacionalizem. V Weimarski republiki so organizacije in združenja s takšno vsebino pripomogle k polaganju temeljev nacistične Nemčije. Nemški cesar Viljem II. se je leta 1902 fotografiral v opravi tevtonskega viteza na stopnicah preurejenega gradu Marienburg, ki naj bi bil simbol nemške imperialne politike. Nacistična propaganda in ideologija je tevtonske viteze prikazovala  kot predhodnico nacističnega osvajanja življenjskega prostora na vzhodu. Heinrich Himmler je poskušal svoje SS enote prikazati kot sodobno utelešenja srednjeveških tevtonskih vitezov. Nacistični režim je kljub sklicevanju na slavno preteklost leta 1938 red razpustil in začel preganjati njegove člane.

## Notranja organizacija
Tevtonski viteški red je bil organiziran podobno kot templjarski in malteški viteški red. Od drugih redov se je razlikoval po tem, da ni bil sestavljen iz neodvisnih opatij, ampak je bil oganiziran hierarhično. Na najnižjem organizacijskem nivoju so bile komendature oziroma komende, ki so bile po nacionalnem ključu združene v balije (okrožja, komturstva). Balije so bile del »dežel«, ki so tvorile red kot celoto. Takšno organizacijo je red sprejel leta 1264. Red je imel približno 25 balij.
Tevtonski red so upravljali komandanti. V komendah so to bili komturji, v provincah landkomturji, na nacionalnem nivoju landmeistri in na najvišjem  nivoju veliki mojster reda.  Velikega mojstra z dosmrtnim mandatom so volili bratje. Pri tem so lahko upoštevali nasvete papeža in njegove kurije in posvetnih vladarjev, vendar so bili pri izbiri na prvem mestu vedno interesi reda. Veliki mojster je samostojno podeljeval in odvzemal službe, fevde, vodil zunanjo in notranjo politiko in razsojal v verskih in posvetnih sporih.
Pri vladanju mu je pomagalo pet najvišjih redovnih uradnikov. Prvi je bil veliki komtur (Grosskomtur), ki je vodil vso administracijo reda, zunanjo politiko in diplomacijo ter terjatve reda do dolžnikov in obratno. Njemu so bili podrejeni vsi tuji vitezi, ki so začasno prebivali na ozemlju reda. Drugi je bil veliki maršal (Ordenmarschall), ki je bil poveljnik vojske tevtonskih vitezov. Njemu so bili podrejene vse utrdbe in obmejna ozemlja ter ozemlja, na katerih so potekale vojaške operacije. V njegovi domeni je bilo tudi načrtovanje vojaških pohodov proti poganskim narodom. Za osnovno dejavnost reda, se pravi bolnišnice in hospice, je skrbel veliki bolničar (Spitller). V njegovi pristojnosti so bile tudi komunikacije in mednarodna poštna služba, ki so jo prvi uvedli prav tevtonski vitezi. Četrti uradnik je bil veliki zakladnik (Tressler), ki je skrbel za državne finance, dragocenosti, orožje, zaloge hrane, pobiranje davkov in dajanje zemljišč v zakup oziroma fevd. Peti uradnik je bil kvartiermeister (Trapier), ki je bil verjetno upravnik gradov in ozemlja, kjer ni bilo vojaških operacij in bi ga danes imenovali poveljnik zalednih služb. Visoke uradnike je volil zbor kanonikov.
Članstvo v pretežno nemško govorečem redu je bilo raznoliko. Sestavljali so ga redovni bratje (vitezi), duhovniki in služeči bratje (laični bratje, sestre in zaupniki). Poleg redovnikov je bila v državi tudi množica laikov, ki je bila potrebna za delovanje reda. Jedro državne uprave in vojske so tvorili redovni bratje, katerih število nikoli ni bilo večje od tisoč. V vojski so zasedali višje poveljniške položaje in imeli možnost napredovanja vse do položaja velikega mojstra. Služeči bratje so v vojski zasedali nižje poveljniške položaje, predvsem v pehoti, in bi jih lahko primerjali s sodobnimi podčastniki.
Red tevtonskih vitezov je imel tudi polbrate, ki so prihajali v glavnem iz nemško govorečih dežel in so se odločili služiti redu samo nekaj časa. Na začetku služenja so se verjetno zavezali redovnim zaobljubam, po končanem služenju pa so živeli po starem. Gostje reda so bili vitezi, ki so prihajali iz cele Evrope. Njihovi nagibi za vstop v tevtonski red so bili različni: zaobljube, odpustitev starih grehov in nabiranje vojaških izkušenj. Med njimi je bilo tudi mnogo avanturistov.
Kopensko vojsko reda so sestavljale tri formacije. Najelitnejša je bila težka pehota vojaških najemnikov, ki so bili izkušeni, dobro plačani in dobro opremljeni vojaki. Imeli so enote lokostrelcev, samostrelcev, oblegovalne enote in primitivno topništvo, ki ni bilo kdove kako učinkovito. Druga in tretja formacija sta bili konjenica in suličarji, katerih naloga je bila predvsem varovanje konjenice.

## Križniki na slovenskem ozemlju
Viteški redovi so se na slovenskem ozemlju pojavili v 12. in 13. stoletju. Najpomembnejši so bili ravno predstavniki tevtonskega viteškega reda, ki so na Slovenskem bolj znan kot križniki. Leta 1203 so od salzburškega nadškofa Eberharta II. dobili bolnišnico v Brežah na Koroškem, skoraj istočasno pa jim je Friderik Ptujski podaril posestva v Veliki Nedelji, da bi branili mejo pred Ogri. Po uničenju templjarjev so se leta 1256 naselili tudi v Beli krajini. Na slovenskem ozemlju so imeli komende v Ljubljani, Metliki, Črnomlju in Veliki Nedelji.

### Ljubljana
Datumi nastanitve in ustanovitve križniške redovne hiše oziroma komende v Ljubljani niso povsem zanesljivi. Valvazor pravi, da so leta 1200 iz Ljubljane izgnali templjarje, Ulrik III. Koroški, ki je takrat upravljal tudi Kranjsko, pa je verjetno leta 1228 namesto njih v Ljubljano poklical križnike. Red se je v Ljubljani nastanil najkasneje leta 1237, kar dokazuje listina cesarja Friderika II., s katero je v svoje varstvo vzel njihove redovne hiše v Avstriji, na Štejerskem, Koroškem in Kranjskem. Prvi pisni dokument, ki priča o prisotnosti križnikov v Ljubljani, je listina Ulrika III. iz leta 1256, s katero redu potrjuje nekatere privilegije. 
Križniki so sčasoma dobili obsežne posesti v Ljubljani (zemljišče med Ljubljanico, Gradaščico in Gradiščem) in na Dolenjskem. Bili so samostojno gospostvo, ki ni plačevalo nobenih davkov in ni bilo podrejeno ljubljanski občini, na ukaz vladarja pa so se morali odzvati v vojaško službo. Njihovo finančno stanje je bilo vedno zelo ugodno, tako da so lahko na primer leta 1739 odkupili celotno ljubljansko premoženje kranjskega deželnega glavarja.
Sedež križnikov je bil v ljubljanskih Križankah, kjer je v rimskih časih stal Neptunov tempelj. Od stavbne dediščine križniškega samostana se je ohranila  redovna hiša križevniške komende iz 16. stoletja, v kateri je bila tudi šola, in cerkev iz 18. stoletja.

### Bela krajina
V Beli krajini so sprva delovali templjarji, v prvi polovici 13. stoletja, verjetno leta 1236, pa so na njihovo mesto stopili križniki. Leta 1268 so od vojvode Ulrika III. dobili v dar župnijo Črnomelj z vsemi podružnicami in posestmi vred. Redovniki so bili tudi v Beli krajini povsem samostojni in njihove posesti so kmalu postale enake ljubljanskim. Imeli so svoje sodstvo in niso plačevali davkov.  Okrog leta 1310 so v Metliki zgradili novo redovno hišo in tja preselili upravni sedež komende, duhovni sedež komende pa je ostal v Črnomlju.
Red je bil tudi v Beli krajini izjemno bogat, zato se je sredi 14. stoletja začela med njimi in zagrebškim kapitljem tako imenovana »desetinska vojna« – spor o pobiranju cerkvene desetine v Beli krajini. Leta 1513 je zagrebški kapitelj svoje zahteve razširil in poleg desetine zahteval priključitev cele Bele krajine.  Spor je še v 19. stoletju služil za dokazovanje, komu pripadajo Gorjanci in Bela krajina. Končal se je v 1880. letih, ko so Žumberško vojno krajino priključili civilni Hrvaški, čeprav je de iure sodila h Kranjski, Bela krajina pa je ostala kranjska.
Metlika je bila središče velikega zemljiškega gospostva ter upravno, vojaško in cerkveno središče Bele krajine vse do sredine 19. stoletja.

### Štajerska
Križniki so se v okolico Velike Nedelje priselili okoli leta 1200 na vabilo salzburškega ministeriala Friderika Ptujskega. Po odločilni zmagi nad Ogri leta 1199 so v okolici Velike Nedelje dobili obsežna zemljišča in polovico cerkvene desetine in v Veliki Nedelji ustanovili komendo in hospic Device Marije. Njihova naloga je bila obramba meje proti Ogrom, kolonizacija ozemlja med Dravo in Muro, ki je bilo skoraj nenaseljeno, in duhovna oskrba lokalnega prebivalstva.
Sedež komende je bil v velikonedeljskem gradu, ki je bil prvič omenjen leta 1321 in je ostal v njihovi lasti vse do druge svetovne vojne.

### Križniki danes
Danes je v Sloveniji pet križnikov, njihov predstojnik – prior – je p. Janko Štampar, župnik v Veliki Nedelji.